# Der Tunnel (film 2001)
Der Tunnel è un film del 2001 di produzione tedesca diretto da Roland Suso Richter.